# Звезда Соломона
«Звезда Соломона» — фантастическая повесть Александра Ивановича Куприна, впервые опубликованная в 1917 году под названием «Каждое желание».

## История создания
Впервые повесть опубликована в сборнике «Земля» (книга 20) в 1917 году под названием «Каждое желание» и с посвящением Любе Корецкой. Под новым названием и с рядом исправлений рассказ вошёл в сборник «Звезда Соломона» (Хельсинки, 1920).
«Звезду Соломона» сам Куприн называл в числе произведений, наиболее подходящих для переделки в киносценарий, и вёл переговоры об экранизации, в том числе будучи в эмиграции. Сценарий «Каждое желание» был написан для Иосифа Ермольева, но не был поставлен.

## Сюжет

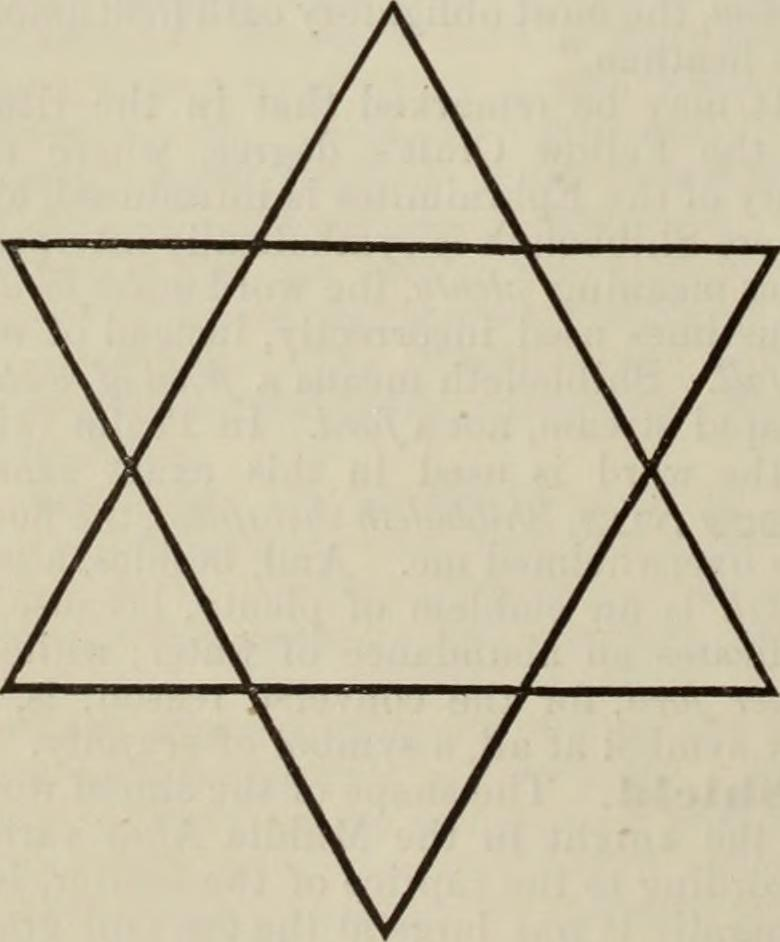
Звезда Давида из «Энциклопедии масонства и смежных наук» (1887)

Действие происходит в начале XX века «в жизни одного молодого человека, ничем не замечательного, кроме разве своей скромности, доброты и полнейшей неизвестности миру». Иван Степанович Цвет служит внештатным канцеляристом и мечтает стать мелким чиновником, живет в маленькой мансарде, увлекается пением и хорошо разгадывает всевозможные шарады и ребусы в журналах и газетах. Однажды утром к нему приходит человек, который представляется как ходатай по делам Мефодий Исаевич Тоффель: он сообщает Цвету, что несколько лет назад умер его дядюшка и теперь Цвет может вступить в наследство усадьбой в селе Червоное Стародубского уезда Черниговской губернии. При этом усадьба и сад при ней находятся в запустении, поэтому Тоффель предлагает Цвету продать их, а библиотеку, которую составляют в основном книги по оккультизму, сжечь. Удивлённый Цвет едет посмотреть усадьбу и в библиотеке находит дневник Аполлона Цвета, который до него вели несколько его предшественников. Цвет понимает, что все они пытались разгадать своего рода ребус: в тетради был многократно нарисован чертеж «Звезды Соломона» («шестилучной звезды с двенадцатью точками пересечений») и рядом были записаны на разных языках имена семи «древних злых демонов». Из букв, входящих в эти имена, надо было составить определенную комбинацию, расставив буквы по двенадцати точкам на звезде, а одну поставить в середину. После долгих попыток Цвету приходит в голову сочетание «Афро-Аместигон», которое он произносит, после чего перед его взором на миг предстаёт Тоффель в образе крысы, а затем козла, после чего происходит взрыв и пожар. Когда утром Цвет просыпается, он не помнит, что произошло, а библиотеку находит уже сгоревшей.

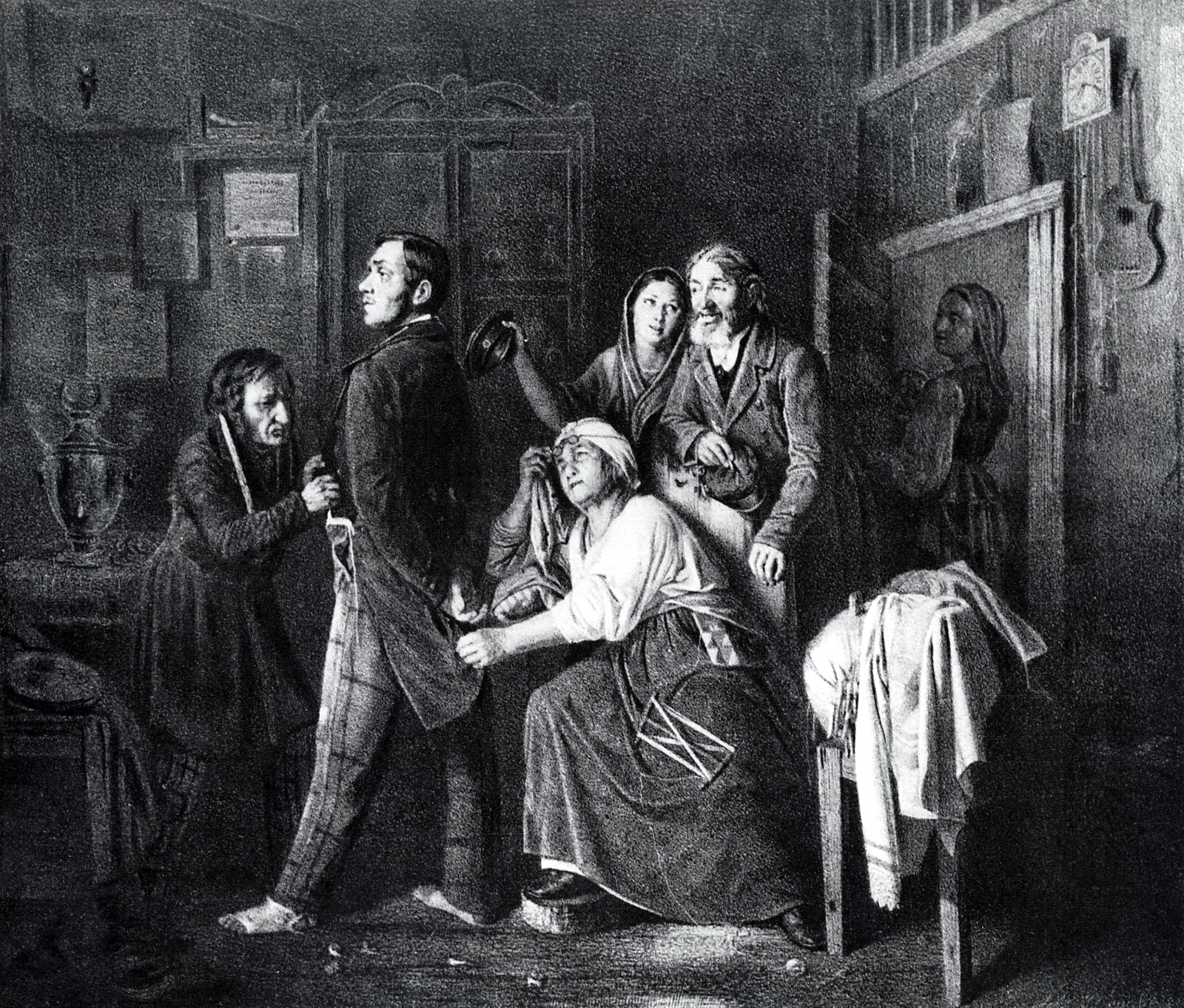
Перов В. Г. Первый чин. Сын дьячка, произведённый в коллежские регистраторы. 1860 год.

После этого Цвет возвращается в Петербург, однако по дороге замечает, что у него появилось особая способность: всё, о чём он ни подумает, тут же сбывается. По возвращении оказывается, что Тоффель лучшим образом устроил его дела: Цвет стал очень богат, он выигрывает на скачках, успешно играет на бирже, устраивает творческие вечера, на которых собирается артистическая богема. При этом Цвет приобрёл способность, мысленно «вживаясь» в человека, узнавать его мысли и состояние души, это приводит его к разочарованию в людях, в том числе в женщинах, которые искали только его богатства. Он вспоминает девушку по имени Варвара Николаевна, которую он увидел в поезде по возвращении из Черниговской губернии и в которую влюбился, однако он не решается найти её. Однажды, в подавленном настроении бродя по городу, Цвет видит, как под трамваем гибнет дама (что он сам мысленно предсказал за минуту до этого), и в это время в его мозгу за один миг проходит вся его жизнь, в том числе разгаданный им мистический ребус. Он вспоминает и произносит имя «Афро-Аместигон», после чего оказывается в комнате с Тоффелем. Тот говорит ему, что благодаря разгадке ребуса Цвет «совершенно случайно овладел великой тайной, которой тьма лет, больше тридцати столетий», хотя и не воспользовался своими преимуществами в полной мере (например, для путешествий по миру, познания, обретения власти или устройства личной жизни). Теперь он может освободиться, нарисовав Звезду Соломона с разгаданным им именем и предав эту бумажку огню. Цвет делает так, пожелав только вступления в чин коллежского регистратора, и возвращается во времени в тот же день, когда впервые увидел Тоффеля.
Вернувшись к своей обычной жизни, Цвет однажды приходит на скачки, где встречает Варвару Николаевну (хотя оказывается, что её зовут иначе). Она как будто тоже узнаёт Цвета, и они рассказывают друг другу сны, в которых они встречались. Однако сны совпадают не во всём, и женщина приходит к выводу, что Цвет не тот, кто ей нужен. Они расстаются.

## Отзывы
Исследователи творчества Михаила Булгакова отмечали, что «Звезда Соломона» послужила источником многих заимствований для романа «Мастер и Маргарита», в числе которых заключение договора с дьяволом, исполнение загаданного желания, обладание знанием будущего, чудесное исчезновение с утратой всяких следов нечистой силы.
Дмитрий Быков называл тремя «ключевыми произведениями» Куприна повесть «Звезда Соломона» и рассказы «Слон» и «Ученик»:

«Звезда Соломона» — это самая главная повесть Куприна, философская вещь. (...) ...Все говорили: «Ну, Куприн исписался. Какая пустая фабула!» Да нет, это главная его фабула. (...)
...Здесь Куприн подходит к главной дилемме XX века, к главной дилемме литературы уже второй половины этого века: что лучше — получить всемогущество, стать гением или пожертвовать этой гениальностью ради обычной, простой человеческой жизни? (...) Мне кажется, что Куприн здесь обнаружил и предельно выпукло явил читателю главную проблему XX столетия — проблему отказа от таланта из боязни расчеловечивания. (...) ...Очень серьёзная проблема: отказаться ли от исключительности ради простоты, надёжности и счастья?

Быков проводит параллель с романом «Альтист Данилов», где имеется «та же самая дилемма»: герой «может остаться демоном, играющим на своём альте с демонической силой, а может скромно полюбить земную женщину (…) и отказаться от демонизма, отказаться от величия, от контактов с потусторонностью, построить уютный мелкий мир». В книге «Русская литература: страсть и власть» Быков отмечает, что повесть Куприна построена «как типичная готическая повесть в духе тогда ещё не существовавшего Стивена Кинга, но вполне уже существовавших авторов „романов-тайн“, сочинений типа Эдгара По и его учеников».